# Внешние Сейшельские острова
Внешние Сейшельские острова (сейш. Zil Elwannyen Sesel) — условное название нескольких групп островов в составе Республики Сейшельские Острова, за исключением собственно (внутренних) Сейшельских островов. Расположены в западной части Индийского океана. Не образуют единого географического целого. Находятся на расстоянии от 230 до 1150 км от главного сейшельского острова Маэ.
В отличие от большинства Внутренних островов являются исключительно коралловыми рифами и поэтому часто называются также Коралловыми островами. Из-за очень слабой заселённости эти острова не включены в систему административного и избирательного деления страны.
Коралловы острова — это плоские атоллы, возвышающиеся над океаном лишь на 4—8 м. Слагающие их известняки практически не удерживают влаги, приносимой муссонами (до 1500 мм в год), и поэтому засуха — частый гость на атоллах. Внешние острова бедны плодородными почвами и почти не содержат пресной воды. Из-за этого на многих из них нет никакой растительности, кроме кокосовых пальм, и как следствие нет постоянного населения.
Общая площадь Внешних островов — 211,3 км², что составляет 46 % общей площади суши Сейшельских Островов. Однако их население составляет лишь 2 % от общего населения страны. Всего население есть на 11 островах. Крупнейшее поселение находится на острове Коэтиви.
Внешние Сейшельские острова включают пять групп островов (с запада на восток):
1. Группа островов Альдабра — площадь 176 км².
  - о. Ассампшен
  - о-ва Альдабра
  - о-ва Космоледо
  - о. Астов
2. Группа островов Фаркуар — площадь 11 км². Группа островов включает в себя два атолла, один отдельный остров и один риф:
  - Фаркуар — атолл, состоящий из двух больших и нескольких более малых островов.
  - Провиденс — атолл, состоящий из островов Провиденс и Серф.
  - Сен-Пьер — остров.
  - Риф Уизард
3. Группа островов Альфонс — площадь 2 км². Включает два атолла — Сен-Франсуа и Альфонс.
  - Альфонс — находится на севере. Состоит из одного одноимённого острова.
  - Сен-Франсуа — расположен на юге. Включает 2 острова — Сен-Франсуа и Бижутье.
4. Амирантские острова (8 коралловых островов и три атолла) — площадь 10 км².
5. Южная Коралловая группа — острова Платт и Коэтиви, площадь 10 км².